# Från andra sidan
Från andra sidan är ett livealbum av Asta Kask som spelades in under Asta Kasks återförening på Fryshuset i Stockholm den 1 november 1992 på Rosa Honungs Allhelgona Rockgala. Spelningen spelades in av Peter Kördel men mixades först av Björn Andersson på City Recording under maj 1993 till januari 1994. I mars 1994 redigerades inspelningen av Mats Gramström på Cowboys Sound. CD-mastern gjordes av Peter Dahl på Cutting Room. CD:n pressades på DCM. Även en video-inspelning finns som inte släppts.

## Låtar på albumet
| Nr  | Titel              | Längd | Notering         |  |
| --- | ------------------ | ----- | ---------------- |  |
| 1.  | TV:n               |       |                  |  |
| 2.  | Dom får aldrig mig |       |                  |  |
| 3.  | Psykiskt instabil  |       |                  |  |
| 4.  | Inget ljus         |       |                  |  |
| 5.  | Landsplikt         |       |                  |  |
| 6.  | Johnny Boy         |       |                  |  |
| 7.  | Mänsklig existens  |       |                  |  |
| 8.  | Lasse Lasse liten  |       |                  |  |
| 9.  | AB böna & be       |       |                  |  |
| 10. | Psykopaten         |       |                  |  |
| 11. | Välkommen hem      |       |                  |  |
| 12. | Sexkomplex         |       |                  |  |
| 13. | Det vill jag va    |       |                  |  |
| 14. | Det är snett       |       |                  |  |
| 15. | Demokrati          |       |                  |  |
| 16. | Blitzkrieg Bop     |       | Cover på Ramones |  |
| 17. | Ringhals brinner   |       |                  |  |